# Grandidierella exilis
Grandidierella exilis is een vlokreeftensoort uit de familie van de Aoridae. De wetenschappelijke naam van de soort is voor het eerst geldig gepubliceerd in 1981 door Myers.